# 加治将一
加治 将一（かじ まさかず ）は、作家、個人投資家、コイン・コレクター、映画監督、YouTuberである。

## 人物
1978年渡米。以後15年間ロサンゼルスで不動産関係の仕事に従事。1993年に帰国。ビジネスの傍ら、海外での体験をもとにした執筆活動を行っている。滞米中より故アントニオ猪木ら著名人との親交も深く、1990年3月には猪木と共にカストロと面会し、ビジネスにおける様々なアドバイスを行なった。

## 著書

### ビジネス書
- 読まずに建てるな（1997年、文藝春秋）
- いい家が買える人 ダメな家をつかむ人（1999年、ぶんか社）
- プロが教える買ってはいけないマンション（2000年、アスキー・メディアワークス / 改訂版：2002年、アスコム）
- お金を捨てる家生みだす家（2002年、幻冬舎）
- 借りたカネは返すな！（2003年、アスキー・コミュニケーションズ）
- 借りたカネは忘れろ！（2003年、幻冬舎）
- プロが教える買ってはいけない住宅（2003年、アスコム）
- マンガでわかる借金が消える「魔法のノート」（2003年、宝島社）
- あと１億円生涯収入を増やす本（2004年、小学館）
- 性善説は死を招く（2005年、講談社）
- 大僧正とセラピストが人間の大難問に挑む（2010年、ビジネス社）
- カネはアンティーク・コインにぶちこめ！（2012年、東洋経済新報社）
- カネはやっぱり、アンティーク・コインにぶちこめ！（2014年、東洋経済新報社）
- 2015 [最新版] カネはアンティーク・コインにぶちこめ！（2015年、祥伝社）

### 小説
- ビバリーヒルズで夕食を（1996年、新潮社）
- キャッシュを沈めろ！（1997年、新潮社）
- 夜は罠をしかける（1998年、新潮社）
- 妻を殺したのは私かもしれない（1999年、新潮社）
- チャイナブルー（2000年、光文社）
- L.A.血の聖壇（2001年、光文社）
- 借金狩り（2005年、新潮社）
- あやつられた龍馬―明治維新と英国諜報部、そしてフリーメーソン（2006年、祥伝社）
- 『龍馬の黒幕』に改題（2009年、祥伝社文庫）
- 幕末 維新の暗号―群像写真はなぜ撮られ、そして抹殺されたのか（2007年、祥伝社。2011年、上下巻で祥伝社文庫）
- 舞い降りた天皇―初代天皇「Ｘ」は、どこから来たのか（2008年、祥伝社。2010年、上下巻で祥伝社文庫）
- 失われたミカドの秘紋―エルサレムからヤマトへ　「漢字」がすべてを語りだす!（2010年、祥伝社。2014年、祥伝社文庫）
- 西郷の貌－新発見の古写真が暴いた明治政府の偽造史－　(2012年、祥伝社。2015年、祥伝社文庫)
- 幕末 戦慄の絆　和宮と有栖川熾仁、そして出口王仁三郎 (2014年、祥伝社。2016年、祥伝社文庫)

以上五冊、歴史小説家・望月先生シリーズ。

- 陰謀の天皇金貨（ヒロヒト・コイン）―史上最大・100億円偽造事件――20年目の告白（2011年、祥伝社）
- アルトリ岬（2008年、PHP研究所。2011年、PHP文芸文庫）
- 倒幕の紋章（2009年、PHP研究所。2012年、PHP文芸文庫）
- 倒幕の紋章Ⅱ（2010年、PHP研究所）
- 『回天の黒幕・倒幕の紋章Ⅱ』に改題（2012年、PHP文芸文庫）
- ヴィジュアル版 幕末 維新の暗号（2012年、祥伝社）
- 陰謀の天皇金貨（ヒロヒト・コイン）―史上最大・100億円偽造事件――暴かれた真相―、に改題（2017年、祥伝社文庫）

### ノンフィクション
- アントニオ猪木の謎（2003年、新潮社）
- 石の扉―フリーメーソンで読み解く歴史―（2004年、新潮社）
- 『石の扉―フリーメーソンで読み解く世界―』に改題（2006年、新潮文庫）
- 禁断の幕末維新史【封印された写真編】（2016年、水王舎）
- 龍馬を守った新撰組【禁断の幕末維新史】（2017年、水王舎）
- 『龍馬を守った新撰組　禁断の幕末維新史』に改題（2022年、祥伝社文庫）
- 倒幕の南朝革命 明治天皇すり替え ヴィジュアル増補版 幕末 維新の暗号（2018年、祥伝社新書）
- 第6天魔王信長 消されたキリシタン王国　（2018年、水王舎）
- 『第六天魔王信長 消されたキリシタン王国』に改題（2023年、祥伝社文庫）
- 軍師 千利休――秀吉暗殺計画とキリシタン大名（2020年、祥伝社）

### エッセイ
- ビバリーヒルズ・コンプレックス（1995年、文藝春秋）
- 愛情人間学（2022年、有限会社トータルセルフ）

### 対談
- 日本人が知っておくべき この国根幹の《重大な歴史》 新証言、新証拠が続出！ 今この二人だからこそ明かせる《最高機密》（2015年、ヒカルランド　共著 ）

### 望月先生幕末三部作
1. 幕末 維新の暗号
2. 西郷の貌
3. 幕末 戦慄の絆

## メディア
ラジオ
- 2003年4月-7月、ニッポン放送『ニュースわかんない』レギュラー・コメンテーター。
- 2013年3月19日、TOKYO FM『クロノス／スズキ・ブレックファーストニュース』アンティーク・コインに関するインタビュー出演
- 2013年4月3日、TOKYO FM『BLUE OCEAN/BLUE OCEAN PEOPLE』アンティーク・コインに関するトーク番組出演

テレビ
- 2006年2月26日、TBS1時間半特番『歴史ミステリー　龍馬の黒幕』原案、出演
- 2010年1月3日、BSジャパン2時間特番『歴史ミステリー　龍馬の暗号』原作、出演
- 2011年12月5日、BS-TBS『THEナンバー2・坂本龍馬』出演
- 2012年2月27日、BS-TBS『THEナンバー2・小松帯刀』出演
- 2012年4月5日、BS-TBS『THEナンバー2・岩倉具視』出演
- 2012年5月10日、BS-TBS『THEナンバー2・中岡慎太郎』出演
- 2012年6月7日、BS-TBS『THEナンバー2・西郷隆盛』出演
- 2012年12月17日、テレビ東京『超歴史ロマン3』出演
- 2013年1月30日、BS-TBS『ライバルたちの光芒』出演
- 2013年5月6日、日本テレビ『人生が変わる1分間の深イイ話』出演
- 2016年3月27日、BSジャパン『歴史ミステリーロマン　幕末維新の謎を解け！』原案、出演
- 2017年11月25日、BS-TBS『諸説あり！』出演

雑誌
- 週刊新潮、2014年11月6日号、『「家計を守りつつ増やす！」作家 加治将一が説く、アンティーク・コイン投資術』
- Ambitious、2014年11月1日発行、『今、とっておきの錬金術！　アンティーク・コインがスゴい！』
- キュリオマガジン、2015年3月号、『アンティーク・コイン収集のススメ』
- 貨幣の収集・研究の専門誌「収集」、2015年11月号、『哀しみのスラブ・パッケージ』
- 日経マネー、2016年3月号、『コイン[antique coin]　不況知らずの隠れ資産 持ちっぱなしで億万長者!?』
- キュリオマガジン、2016年4月号～連載『コインに恋して　誰も教えない、持っているだけで億万長者へのコツ』
- 週刊ゴルフダイジェスト、2016年7月12日号『４人１組。』
- 月刊ムー、2017年12月号、『坂本龍馬 暗殺の真実』掲載

## 映画
- 2017年8月 - 監督・シナリオ「龍馬裁判」

## DVD
- DVD BOOK 幕末維新 禁断の歴史ツアー 京都編（2017年、祥伝社）￼
- DVD 映画 「龍馬裁判」プロデューサー・監督・脚本・出演（2017年、有限会社トータルセルフ）

## 講演・講義実績
- 日米西部会
- 経済同友会
- 船井幸雄オープンワールド
- ＡＮＪ新経営者クラブ
- 東急建設災害防止協会安全大会
- 日本ビジネス協会
- 麗澤大学　麗澤会
- 浅野歯科産業株式会社
- ダイヤモンド経営者倶楽部
- 森田会計事務所
- ロータリークラブ
- スルガ銀行
- 書泉グランデ
- 立教大学講義：テーマ「驚愕！明治天皇はすり替えられていた」（2017年10月24日）
- 株式会社西京銀行　他、多数